# SGS
SGS S.A. (в миналото Société Générale de Surveillance – Обединена компания за надзор) е многонационална компания със седалище в Женева, Швейцария.
Извършва услуги по независима експертиза, инспекция, проверка, изпитване и сертификация. Тя има повече от 80 000 служители и действа чрез повече от 1650 офиса и лаборатории по целия свят.
Наборът от услуги на SGS включва инспекции и проверка на количеството, теглото и качеството на стоките; изпитване на продукция по различни показатели на безопасността и качеството; сертификация на продукция, на системи за управление и на услуги за съответствие с изискванията на стандартите, определени от държавите, органите по стандартизация или от клиентите на SGS, а също услуги по проверка на съответствието на продукцията и услугите с изискванията на международното или национално законодателство.
Основни конкуренти на SGS в областта на проверка за съответствие със стандартите са Bureau Veritas, TÜV, Germanischer Lloyd, а в областта на инспекция на качеството и количеството на стоките – Core Laboratories, Inc.

## История
През 1878 г. международни търговци от Великобритания, Франция, Германия, Нидерландия, Прибалтика, Унгария, Средиземноморието и САЩ основават Асоциацията на търговците на зърно и фураж (Grain and Feed Trade Association) с цел да приведат към единен стандарт съпроводителните документи, използвани при експорта, както и да внесат яснота в процедурите и споровете, свързани с качеството на търгуваното зърно.
През същата година в Руан, едно от най-големите пристанища на Франция, по инициатива на млад имигрант от Рига започва дейност фирма за надзор, която проверява зърното, доставяно във Франция. Инициаторът взема назаем пари от свой австрийски приятел и започва да инспектира. Проблемът бил в това, че по време на товарене и разтоваряне обемът на зърното се намалявал в резултат на изсушаване и на кражби, и тази услуга била призвана да защити правото на износителите чрез инспектиране и проверка на количеството и качеството на зърното при получаване от вносителя.
Бизнесът се развивал бързо: предприемачите създават съвместния си бизнес през декември 1878 г. и само след година компанията открива офиси в най-големите пристанища на Франция: Хавър, Дюнкерк и Марсилия. Сред първите нововъведения, което и до днес се практикува от компанията, е услугата по гарантиране на теглото (Full Outturn Guarantee – FOG), състояща се във възстановяване на износителя на загубата на зърно в хода на транспортирането му, при условие че SGS извършва инспекцията на товара, както в пристанището на товарене, така и в пристанището на разтоваряне.
Към 1913 г. компанията значително нараства и става лидираща експертна организация на зърнения пазар. Тя вече инспектира 21 млн. тона зърно годишно посредством мрежа от 45 офиса, разположени по цяла Европа. През 1915 г., по време на Първата световна война, седалището на компанията се премества от Париж в Женева, Швейцария, за да продължи дейността си в неутрална страна. През 1919 г. компанията получава названието, което се използва и днес – Société Générale de Surveillance.
В средата на 20 век компанията SGS започва активно да диверсифицира бизнеса си, предлагайки услуги по независима експертиза, изпитвания и проверки в редица отрасли, включително в индустриалния сектор, в сферата на минералните суровини, при търговията с химикали, петрол и газ, както и в много други сфери. През 1981 г. компанията става акционерна.
През 2001 г. е сформирана днешната структура на SGS, съставена от 10 бизнес-направления и 10 географски зони.

## Структура
SGS структурно е разделена на 10 бизнес-направления (департамента) и 10 географски зони (региони). Всяко бизнес-направление се ръководи от изпълнителен вицепрезидент (EVP), а всеки регион има начело операционен директор (COO). Изпълнителните вицепрезиденти и операционните директори, заедно със старшите вицепрезиденти (SVP), които ръководят функционалните подразделения, с управителя на групата, финансовия директор и генералния съветник формират операционния съвет на компанията.

## SGS в България
SGS има офиси в пристанищата на България още преди Втората световна война, свързани с търовията със зърнени храни. Днес дейността на българския клон на компанията е в синхрон с дейността на компанията-майка.